# Acheng (köping)
Acheng (kinesiska: 阿城镇, 阿城) är en köping i Kina. Den ligger i provinsen Shandong, i den östra delen av landet, omkring 100 kilometer sydväst om provinshuvudstaden Jinan. Antalet invånare är 61652. Befolkningen består av 30 544 kvinnor och 31 108 män. Barn under 15 år utgör 15,0 %, vuxna 15-64 år 74 %, och äldre över 65 år 10,0 %.
Genomsnittlig årsnederbörd är 861 millimeter. Den regnigaste månaden är juli, med i genomsnitt 255 mm nederbörd, och den torraste är januari, med 5 mm nederbörd.